# KW-1
Der KW-1 (russisch КВ-1) war ein sowjetischer Panzer der KW-Serie, benannt nach dem Befehlshaber und Politiker Marschall Kliment Jefremowitsch Woroschilow.
Der KW galt nach sowjetischer Terminologie als schwerer Panzer. Er besaß eine bis dahin nicht gekannte starke Panzerung, die im Laufe des Krieges noch weiter verstärkt wurde, sowie eine 76,2-mm-Kanone. Die Höchstgeschwindigkeit von 20 km/h im Gelände war relativ gering und die Kraftübertragung (Kupplung/Getriebe) unzuverlässig, so dass diese Panzer öfter mit Defekten liegen blieben, als dass sie durch Feindeinwirkung zerstört wurden. Bei den deutschen Truppen wurde dieser Typ Dicker Bello genannt, in einer Anspielung auf seine starke Panzerung. Im Verlaufe des Krieges gerieten alle KW gegen die moderneren deutschen Panzer vom Typ Tiger und Panther ins Hintertreffen. Die Versuche, den KW weiterzuentwickeln, führten zu einer neuen Serie schwerer sowjetischer Panzer, die mit dem IS-1 ihren Anfang fand und die den KW gegen Ende 1943 ersetzten.

## Entwicklung
Die Entwicklung eines neuen schweren Panzers wurde am 1. Februar 1938 begonnen; die offizielle Genehmigung wurde am 27. Februar erteilt. Grund war, dass man nach dem Versuch den T-35 stärker zu panzern, im Werk N°183 zu der Erkenntnis gekommen war, dass dieser Versuch nicht gelingen konnte, da das Fahrzeug zu schwer wurde. Im April 1938 übernahmen das Werk N°185 und das Kirow-Werk in Leningrad das Projekt und entwarfen die Prototypen SMK und T-100. Auch die Erprobung dieser Typen verlief, nach der Vorstellung im Dezember 1938, unbefriedigend. Es wurde entschieden, weniger Türme und ein kürzeres Laufwerk zu verwenden. In diesem Moment stellte das Kirow-Werk einen schweren Einturm-Panzer vor.
Der KW-1 war eine Parallelentwicklung zum SMK. Die Entwicklung des schweren Einturm-Panzers ging schnell voran, da Elemente des SMK übernommen wurden und der Leiter des Entwicklungsteams einen Panzer mit nur einem Turm favorisierte. Der Entwurf war bereits am 1. September 1938, zeitgleich mit dem Prototyp des SMK, fertiggestellt. Im Februar 1939 waren die Details ausgearbeitet und am 27. Februar 1939 wurde der neue Typ KW, benannt nach dem Verteidigungsminister Kliment Woroschilow, zur Weiterentwicklung genehmigt.
Von den Mehrturmpanzern kommend, dachte man am Anfang an eine Doppelbewaffnung aus der 76,2-mm-Kanone L-11 (L/30,5) des SMK und einer 45-mm-Kanone, einem 12,7-mm-Fla-MG und zwei 7,62-mm-DT-MGs. Nach einer Erprobung des W-2 Dieselmotors in einem BT-7M entschied man sich für den KW für diesen. Vom 31. August auf den 1. September 1939 wurde der erste Prototyp „U-0“ fertiggestellt und fahrbereit gemacht.
Noch vor Beendigung der Entwicklung wurde der KW-1, zusammen mit dem T-100 und dem SMK, im Winterkrieg gegen Finnland einer Fronterprobung unterzogen. Alle drei Fahrzeuge wiesen deutliche Schwächen im Bereich des Fahrwerks und Antriebs auf. Doch wurde festgestellt, dass der KW sich von allen drei Typen am besten bewährt hatte. Deshalb wurde der Beginn seiner Serienfertigung für den 1. Januar 1940 bestimmt. Erkannte Probleme waren zu diesem Zeitpunkt jedoch noch nicht behoben.
Eine weitere Erkenntnis aus dem Winterkrieg war, dass ein Fahrzeug mit einem schweren Geschütz benötigt wurde. So begann die Entwicklung des KW-2. Während der Prototypen-Phase wurden die Fahrzeuge U-0 bis U-21 gebaut und den unterschiedlichen Türmen (76 mm und 152 mm) gefahren und teils in Finnland an der Front erprobt. Bis Anfang 1941 wurden die Bezeichnungen KW s malenkiy bashniy (mit kleinem Turm) und KW s bolshoiy bashniy (mit großem Turm) zur Unterscheidung verwendet.
Die Serienmodelle des KW-1 erhielten die 76,2-mm-Kanone F-32 und ab 1941 die SiS-5. Es wurden vom Typ KW-1 bis Ende 1942 etwa 3.159 Stück gebaut.

## Geschichte

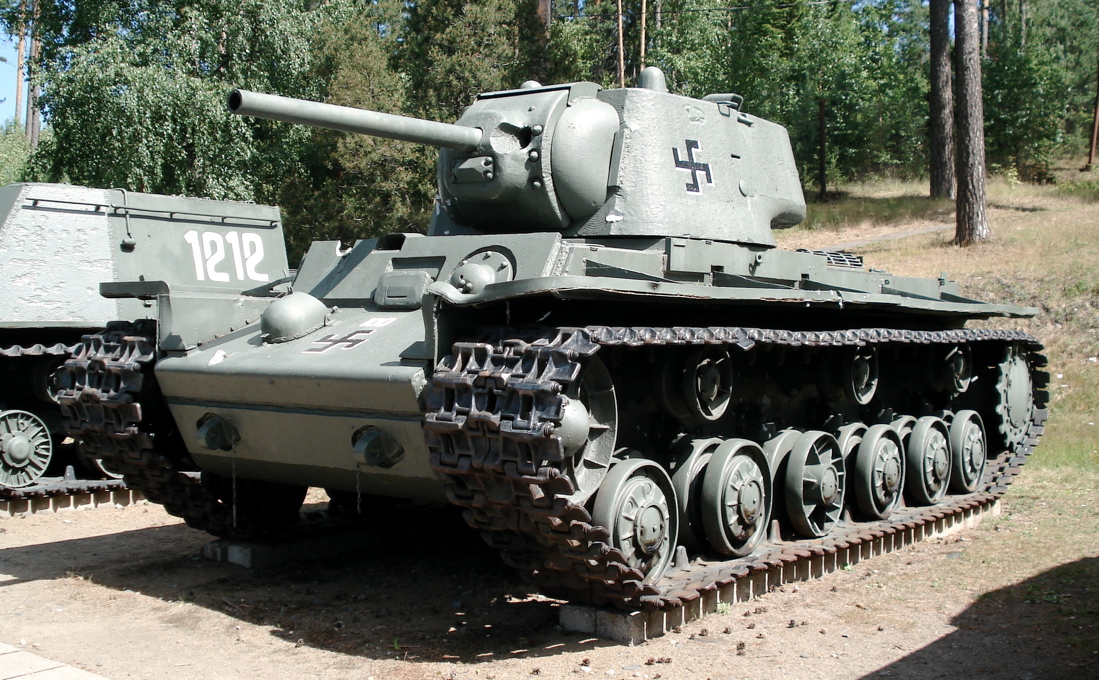
KW-1 Modell 1942 als Beutepanzer der finnischen Streitkräfte

Die Produktion der beiden KW-Typen verlief im ersten Jahr sehr schleppend. So waren Ende des Jahres nur 106 KW s malenkiy bashniy (-1) und 24 KW s bolshoiy bashniy (-2) fertiggestellt. Bis zum Juni 1941 waren immerhin 370 der nun als KW-1 bezeichneten Panzer und 134 der KW-2 fertiggestellt.
Zu Beginn des Deutsch-Sowjetischen Krieges Mitte 1941 war der KW-1 der stärkste Panzer der Roten Armee. Selbst mit unerfahrenen Besatzungen war der KW-1 ein ernstzunehmender Gegner für die deutschen Angriffstruppen. Nur wenige deutsche Geschütze waren in der Lage, die Panzerung zu durchschlagen und nur die 8,8-cm-Flugabwehrkanone der Luftwaffe konnte den Panzer auf normale Kampfentfernungen wirksam bekämpfen. Oft mussten auch die Sturzkampfbomber der Luftwaffe aushelfen, um diese schweren Panzer auszuschalten. Hierdurch spielte der KW-1 in der Anfangsphase des Krieges eine wichtige Rolle und es sind zahlreiche Fälle dokumentiert, wo einzelne Fahrzeuge den Vormarsch ganzer Einheiten über längere Zeit aufhielten. Allerdings wurden die meisten KW-1 nicht im Kampf zerstört, sondern fielen wegen technischer Mängel aus.
Bis zur Einführung der IS-Serie stellte der KW-1 und der KW-2 den wichtigsten schweren Panzertyp der sowjetischen Streitkräfte dar und wurde kontinuierlich verbessert und weiterentwickelt.
Der Versuch, ab 1942 die Panzer der KW-Serie weiterzuentwickeln, führte nach vielen Prototypen (darunter der KW-13) im Herbst 1943 letztlich zum neuen und wesentlich verbesserten Josef-Stalin-Panzer, dessen erstes Modell der IS-1 mit 85-mm-Kanone war und 1944 im IS-2 mit 122-mm-Kanone gipfelte. Die Umbenennung lag insbesondere darin begründet, dass Woroschilow bei Stalin inzwischen politisch in Ungnade gefallen war.

## Grundtypen / Entwicklungs- und Produktionszeit
- Modell 1939 LKS frühe Ausf. (76,2-mm-L-11) / Herbst 1939 bis (vor Anfang 1941)
- Modell 1939 LKS späte Ausf. (76,2-mm-L-11) / ? (nach Herbst 1939) bis Anfang 1941
- Modell 1940 LKS (F-32-Kanone) / Frühsommer 1940 bis Winter 1941
- Modell 1940 TschTS (SIS-5-Kanone) / Frühsommer 1940 bis Winter 1941
- Modell 1941 TschTS frühe Wanne geschweißter Turm (F-32-Kanone) / Frühling 1941 bis ? (vor Ende Sommer 1942)
- Modell 1941 TschTS späte Wanne geschweißter Turm (SIS-5-Kanone) ? (nach Frühling 1941) bis Ende Sommer 1942
- Modell 1941 TschTS frühe Wanne Gussturm (SIS-5-Kanone) / Frühsommer 1940 bis ? (vor Herbst 1942)
- Modell 1941 TschTS späte Wanne Gussturm (SIS-5-Kanone) / ? (nach Frühsommer 1940) bis Herbst 1942
- Modell 1942 frühe Wanne, Gussturm / Winter 1941 bis (vor Herbst 1942)
- Modell 1942 späte Wanne, Gussturm / ? (nach Winter 1941) bis Herbst 1942

## Varianten / Entwicklungs- und Produktionszeit

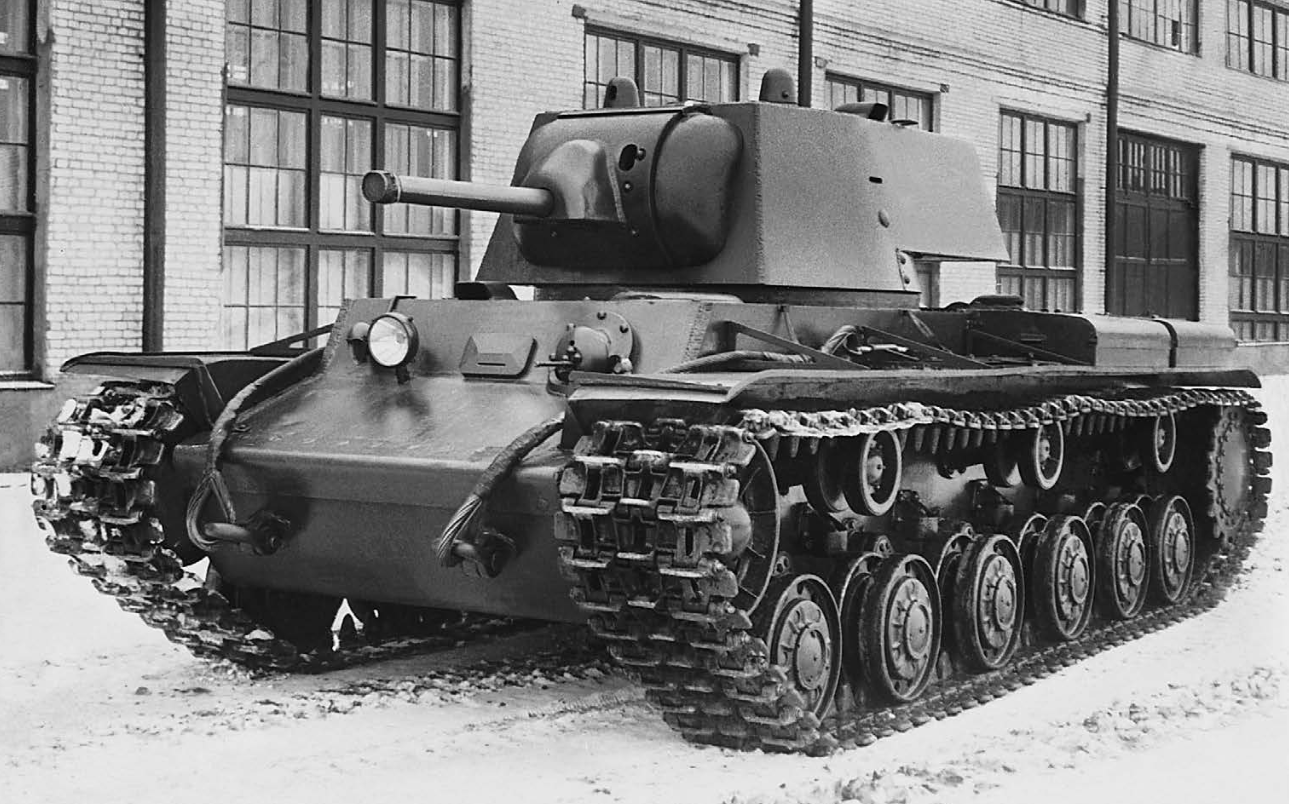
Frühe Ausführung des KW-1 mit L-11-Kanone

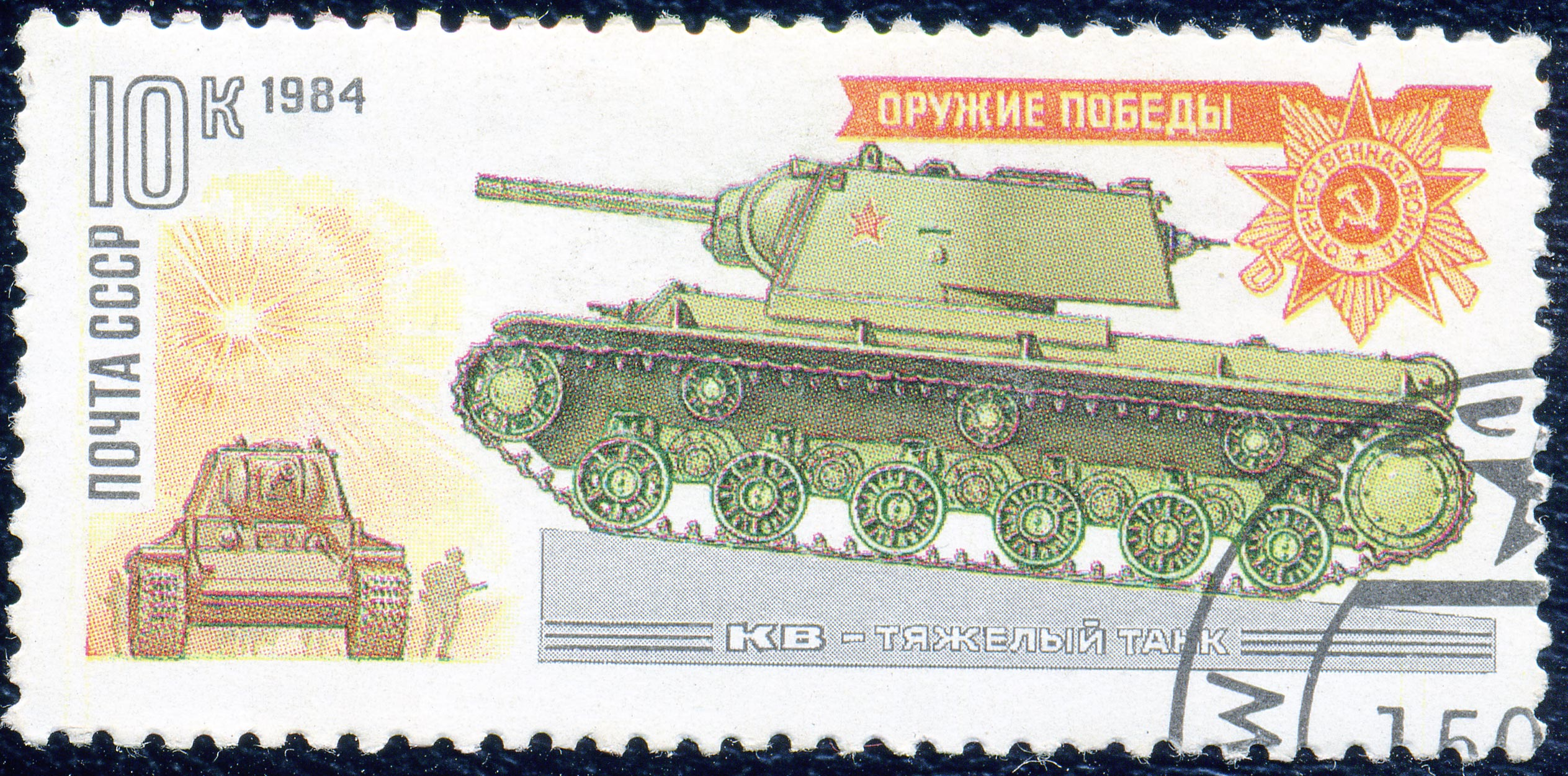
Briefmarke zur Erinnerung an den KW-1

Im Rahmen der kontinuierlichen Anpassung der Fertigung an die Forderungen der Roten Armee entstanden neue Varianten durch Umbau, Änderung oder Produktionsschwierigkeiten.
- KW-1 Modell 1940 mit M-17 Motoren (Werke LKS und TschTS) / Ende 1941. Siebenunddreißig Panzer des LKS wurden während der Verlagerung des Charkower Motorenwerks N°17 mit M-17-Motoren des T-35 gebaut. Auch im TschKS wurden diese Lösung zwischen November und Dezember 1941 Fahrzeuge (130 Stück) umgesetzt. Erkennbar sind diese an zusätzlichen Treibstofftanks auf den Kettenblechen.
- KW-1 Modell 1941 s ekranami (mit Zusatzpanzerung) / Sommer 1941. Der KW-1E erhielt eine aufgedoppelte Panzerung und basierte auf der frühen Ausführung der Fahrzeugwanne. Er war aufgrund des gestiegenen Gewichts sehr langsam. Von diesem Fahrzeug gab es eine frühe und eine spätere Variante, die sich in der Art der Panzerung unterschieden.

- KW-1S / Frühling 1942 bis Mitte 1943. Der KW-1s war dagegen eine leichter gepanzerte und damit schnellere Variante des KW-1, die jedoch gegen die zu dieser Zeit schon verbesserten Geschütze der Wehrmacht keinen ausreichenden Schutz mehr bot und wegen der schwachen eigenen Kanone gegenüber dem wesentlich schnelleren und vor allem billigeren T-34 keinen zusätzlichen Nutzen hatte.
- KW-85 / Frühling 1943 bis Herbst 1943. Die endgültig letzte Variante war das Übergangsmodell KW-85 (1943), von dem etwa 130 Exemplare gebaut wurden. Dieser Panzer kombinierte den für die IS-Serie entwickelten Turm mit der 85-mm-Kanone und die Wanne des KW-1.
- KW-8 und KW-8S (Flammpanzer) / Frühling 1941 bis Frühling 1943. Vier Prototypen noch unter der Bezeichnung KW-6 im September 1941 im Raum Leningrad eingesetzt. Ab Dezember 1941 gebaut, eine 45-mm-Kanone ersetzte die 76,2-mm-Kanone, um für den Flammenwerfer ATO-41 Platz zu schaffen. Es wurden 102 Fahrzeuge gebaut und in speziellen Einheiten eingesetzt.
- SU-152 Auf dem Chassis des KW-1 entstand das Sturmgeschütz SU-152.

## Einsatz bei der Wehrmacht
Erbeutete KW-1-Panzer wurden von der deutschen Wehrmacht unter der Bezeichnung Panzerkampfwagen Panzerkampfwagen KW Ia-753 (r), Panzerkampfwagen KW Ib-755 (r) oder Panzerkampfwagen KW Ic-756 (r) eingesetzt. Einsatzfähige erbeutete KW-1 wurden sofort von deutschen Einheiten genutzt. Diese wurden solange genutzt, wie Munition und Ersatzteile vorhanden waren. Um zu verhindern, dass die nun auf deutscher Seite eingesetzten KW-1 von eigenen bzw. verbündeten Truppen angegriffen wurden, erfolgte eine Kennzeichnung mit übergroßen Balkenkreuzen an den Seiten. Erst ab Mitte 1942 erfolgte ein planmäßiger Einsatz des KW-1 bei der Wehrmacht. Nun wurden die KW-1 vor dem Einsatz bei der Panzer-Instandsetzungs-Gruppe Nord in Riga überholt. Unter anderem wurden die Panzer umlackiert und umgerüstet. Von Riga aus erfolgte die Verteilung auf Beutepanzer-Einheiten der Wehrmacht. Zudem lässt sich ein KW-1 Modell 1942 mit Gussturm nachweisen, welcher vom Panzer-Regiment 204 der 22. Panzer-Division in Eigenregie auf eine deutsche 7,5-cm-KwW 40 L/43 und die Kommandantenkuppel eines Panzerkampfwagen IV umgerüstet wurde. Das Fahrzeug selbst war Ende 1943 bei Bjelgorod erbeutet worden.
Wegen des hohen Gewichts gab es häufig Probleme bei der Bergung erbeuteter KW-1, die wegen technischer Defekte an Motor oder Getriebe von der Roten Armee aufgegeben worden waren. Das OKH erließ im Herbst 1943 den Befehl, die deutschen KW-1 vordringlich als Bergepanzer einzusetzen. Die KW-1-Bergepanzer sollten für die Bergung von schweren Fahrzeugen aller Art eingesetzt werden. Die Panzertürme sollten zum Selbstschutz und zur Erhöhung des Gewichts des Zugmittels auf dem Panzer verbleiben. Die für Zugzwecke umgerüsteten KW-1 durften nicht für andere Aufgaben genutzt werden. Mindestens 50 von der Wehrmacht genutzte KW-1 lassen sich in Akten der Wehrmacht nachweisen. Die Anzahl war sicher weit höher, da viele Akten verloren gingen bzw. unvollständig sind. Auch die finnische Armee setzte erbeutete KW-1 ein.

## Technische Daten

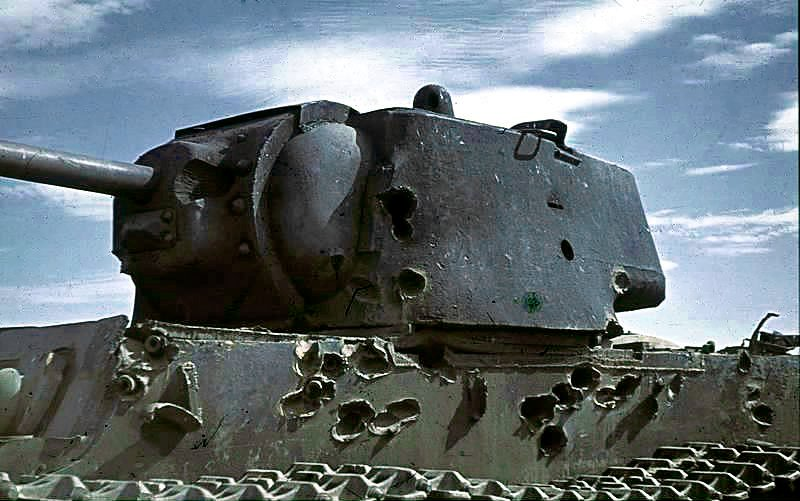
Bei Stalingrad zerstörter sowjetischer Panzer KW-1

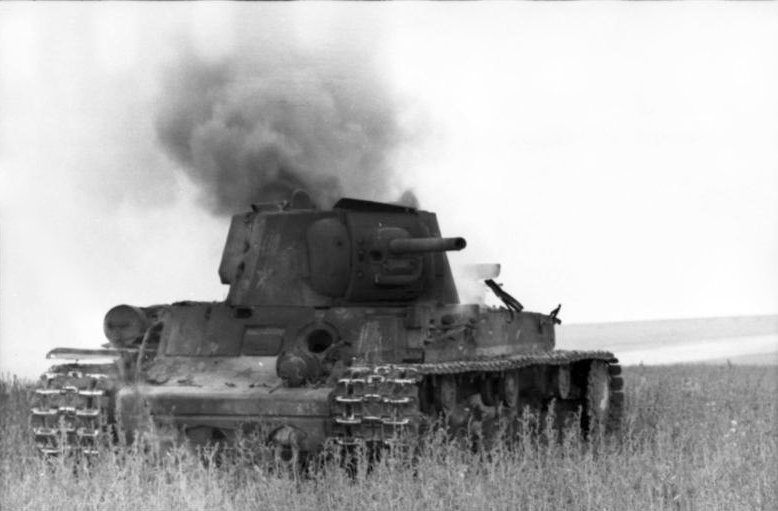
Brennender KW-1 an der Südfront 1942

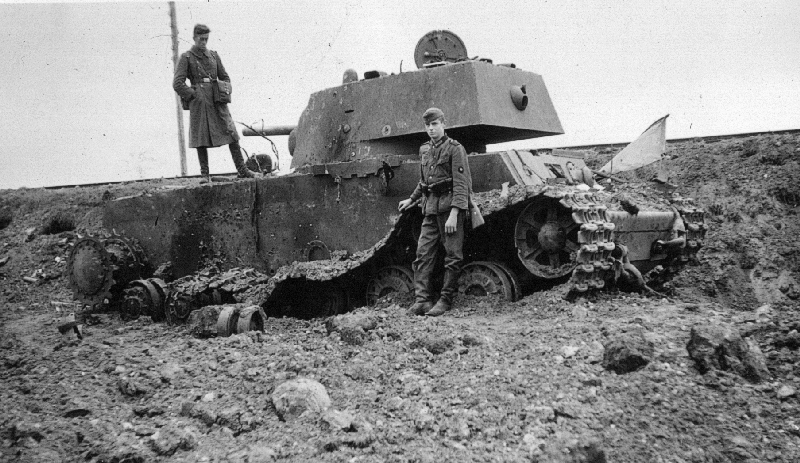
Ein zerstörter KW-1 in den ersten Tagen des Ostfeldzugs bei Kaunas

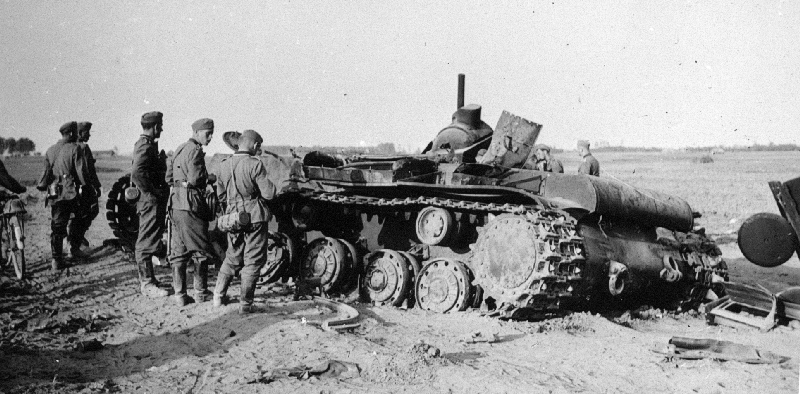
Ein weiterer KW-1 mit gesprengtem Turm

| Panzerkampfwagen KW-IA       |                                          |
| 0Allgemeine Eigenschaften    |                                          |
| Besatzung                    | fünf Soldaten                            |
| Gefechtsgewicht              | 43,5 t                                   |
| Bodendruck                   | 0,70 kg/cm²                              |
| Länge                        | 6,80 m                                   |
| Breite                       | 3,35 m                                   |
| Höhe                         | 2,70 m                                   |
| Bodenfreiheit                | 52 cm                                    |
| Kettenbreite                 | 70 cm                                    |
| 0Bewaffnung                  |                                          |
| Hauptbewaffnung              | 76,2-mm-Kanone L/41 F-32 (ab 1941 SiS-5) |
| Sekundärbewaffnung           | 3 × MG                                   |
| Kampfbeladung HW             | 111 Geschosse                            |
| Kampfbeladung MG             | 2080 Schuss                              |
| 0Fahrleistung                |                                          |
| Motor                        | Zwölfzylinder-Dieselmotor                |
| Kühlung                      | Wasser                                   |
| Hubraum                      | 38,88 l                                  |
| Bohrung / Hub                | 150 mm × 180 (Anlenkpleuel: 186,7 mm)    |
| maximale Drehzahl            | 1900/min.                                |
| Leistung                     | 404 kW (550 PS)                          |
| Literleistung                | 14,1 PS/l                                |
| Leistung/Gewicht             | 12,6 PS/t                                |
| Getriebe                     | fünf Vorwärtsgänge, ein Rückwärtsgang    |
| Höchstgeschwindigkeit Straße | 35 km/h                                  |
| Kraftstoffvorrat             | 650 l                                    |
| Reichweite Straße            | 335 km                                   |
| Reichweite Gelände           | 200 km                                   |
| Lenkung                      | Lenkbremsen                              |
| Laufrollen                   | 6                                        |
| Federung                     | Drehstäbe                                |
| Wattiefe                     | 145 cm                                   |
| 0Panzerung                   |                                          |
| Wannenbug                    | 75 mm                                    |
| Wannenseite                  | 75 mm                                    |
| Wannenheck                   | 75 mm                                    |
| Wannendach                   | 35 mm                                    |
| Wannenboden                  | 35 mm                                    |
| Turmblende                   | 90 mm                                    |
| Turmfront                    | 75 mm                                    |
| Turmseite                    | 75 mm                                    |
| Turmheck                     | 75 mm                                    |
| Turmdach                     | 35 mm                                    |